# Saint-Amand-des-Hautes-Terres
Saint-Amand-des-Hautes-Terres ist eine Ortschaft und eine Commune déléguée in der französischen Gemeinde Amfreville-Saint-Amand mit 328 Einwohnern (Stand 1. Januar 2022) im Département Eure in der Region Normandie. 
Mit Wirkung vom 1. Januar 2016 wurden die früheren Gemeinden Amfreville-la-Campagne und Saint-Amand-des-Hautes-Terres zu einer Commune nouvelle mit dem Namen Amfreville-Saint-Amand zusammengelegt. Die Gemeinde Saint-Amand-des-Hautes-Terres gehörte zum Arrondissement Bernay, zum Kanton Bourgtheroulde-Infreville und zum Kommunalverband Roumois Seine. 

## Geografie
Saint-Amand-des-Hautes-Terres liegt etwa 27 Kilometer nordnordwestlich von Évreux.

## Bevölkerungsentwicklung
| 1962                       | 1968 | 1975 | 1982 | 1990 | 1999 | 2006 | 2013 |
| -------------------------- | ---- | ---- | ---- | ---- | ---- | ---- | ---- |
| 147                        | 140  | 221  | 322  | 320  | 308  | 283  | 281  |
| Quellen: Cassini und INSEE |      |      |      |      |      |      |      |